# Dedicato a mio padre
Dedicato a mio padre је студијски албум италијанске певачице Мине, објављен 1967. године за издавачке куће PDU.

## Списак пјесама
1. Lazy River — 2:49
2. I Should Care — 3:15
3. I discorsi — 3:06
4. Somos — 2:29
5. La canzone di Marinella — 3:15
6. Tha Man That Got Away — 2:44
7. That Old Feelin’ — 3:33
8. So — 3:19
9. Sentimental Journey — 2:50
10. Johnny Guitar — 2:41
11. Ma se ghe penso — 3:31
12. Besame mucho — 2:40

## Позиције на листама
| Листа (1968)              | Највиша позиција |
| ------------------------- | ---------------- |
| Италија (Musica e dischi) | 5                |